# Behrend Behrens
Behrend Walter Behrens (* 23. Mai 1895 in Gießen; † 30. Dezember 1969 in Walsrode) war ein deutscher Pharmakologe und Hochschullehrer.
Behrend Behrens studierte von 1916 bis 1920 Medizin an der Universität Gießen und wurde 1922 bei Hermann Wieland mit einer Arbeit „Ueber den Einfluss der Verdünnungsflüssigkeit auf das Zählresultat bei Erythrocytenzählungen“ promoviert. Mit Wieland wechselte er 1923 nach Königsberg und 1925 nach Heidelberg, wo er sich im selben Jahr habilitierte. Er wirkte ab 1932 als außerplanmäßiger Professor in Berlin und folgte 1935 einem Ruf auf den pharmakologischen Lehrstuhl an der Universität Kiel, den er bis zu seiner Emeritierung 1964 innehatte.
Seine Forschung umfasste ein breites Themenspektrum vor allem der Toxikologie, beispielsweise von der Wirkung von Blei beim Menschen bis zur Wirkung von Digitalis bei Fröschen.
1933 trat Behrens der SA bei. Er amtierte ab 1934 nach deren Gleichschaltung durch die Nationalsozialisten als Geschäftsführer der Deutschen Pharmakologischen Gesellschaft. Zum 1. Mai 1937 trat er der NSDAP bei (Mitgliedsnummer 3.969.833). Ab 1942 führte sein Kieler Institut im Auftrag der Kriegsmarine pharmakologisch-toxikologische Untersuchungen auf dem Gebiet der Kampfstoffmedizin und Wehrtoxikologie durch.
Behrens war von 1934 bis 1966 Herausgeber der Fachzeitschrift Archiv für Toxikologie.